# Otlatlán
Otlatlán är en ort i Mexiko.   Den ligger i kommunen Zacatlán och delstaten Puebla, i den sydöstra delen av landet, 130 km öster om huvudstaden Mexico City. Otlatlán ligger 2 172 meter över havet och antalet invånare är 367.
Terrängen runt Otlatlán är kuperad åt sydväst, men åt nordost är den bergig. Runt Otlatlán är det ganska tätbefolkat, med 149 invånare per kvadratkilometer. Närmaste större samhälle är Zacatlán, 9,3 km norr om Otlatlán. I omgivningarna runt Otlatlán växer i huvudsak blandskog.